# Phalangiidae
Famille
Les Phalangiidae sont une famille d'opilions eupnois. On connaît plus de 400 espèces dans 55 genres.

## Distribution
Les espèces de cette famille se rencontrent en Europe, en Asie, en Amérique et en Afrique.

## Liste des genres
Selon World Catalogue of Opiliones (29/03/2023) :
- Oligolophinae Banks, 1893
  - Lacinius Thorell, 1876
  - Mitopus Thorell, 1876
  - Odiellus Roewer, 1923
  - Oligolophus Koch, 1871
  - Paralacinius Morin, 1934
  - Paroligolophus Lohmander, 1945
  - Roeweritta Šilhavý, 1965
- Opilioninae C. L. Koch, 1839
  - Opilionini C. L. Koch, 1839
    - Bidentolophus Roewer, 1912
    - Egaenus Koch, 1839
    - Gricenkovia Snegovaya, 2018
    - Himalphalangium Martens, 1973
    - Homolophus Banks, 1893
    - Mizozatus Nakatsuji, 1937
    - Opilio Herbst, 1798
    - Pamiropilio Snegovaya & Staręga, 2008

  - Scleropilionini Snegovaya & Staręga, 2008
    - Redikorcevia Snegovaya & Staręga, 2008
    - Scleropilio Roewer, 1911
- Phalangiinae Latreille, 1802
  - Bunochelis Roewer, 1923
  - Camerobunus Staręga & Snegovaya, 2008
  - Coptophalangium Staręga, 1984
  - Cristina Loman, 1902
  - Dacnopilio Roewer, 1911
  - Dasylobus Simon, 1878
  - Graecophalangium Roewer, 1923
  - Guruia Loman, 1902
  - Hindreus Kauri, 1985
  - Kalliste Martens, 2018
  - Lenkoraniella Snegovaya & Staręga, 2011
  - Leptobunus Banks, 1893
  - Liopilio Schenkel, 1951
  - Liropilio Gritsenko, 1979
  - Megistobunus Hansen, 1921
  - Metadasylobus Roewer, 1911
  - Metaphalangium Roewer, 1911
  - Odontobunus Roewer, 1910
  - Parascleropilio Rambla, 1975
  - Phalangium Linnaeus, 1758
  - Ramblinus Staręga, 1984
  - Rhampsinitus Simon, 1879
  - Rilaena Šilhavý, 1965
  - Taurolaena Snegovaya & Staręga, 2009
  - Tchapinius Roewer, 1929
  - Zachaeus Koch, 1839
- Platybuninae Staręga, 1976
  - Acanthomegabunus Tsurusaki, Chemeris & Logunov, 2000
  - Buresilia Šilhavý, 1965
  - Lophopilio Hadži, 1931
  - Megabunus Meade, 1855
  - Metaplatybunus Roewer, 1911
  - Platybunoides Šilhavý, 1956
  - Platybunus Koch, 1839
  - Rafalskia Staręga, 1963
  - Stankiella Hadži, 1973
- sous-famille indéterminée
  - Amilenus Martens, 1969
  - Dicranopalpus Doleschall, 1852
  - † Stephanobunus Dunlop & Mammitzsch, 2010

## Publication originale
- Latreille, 1802 : « Famille Troisième. Phalangiens. » Histoire naturelle, générale et particulière des Crustacés et des Insectes, F. Dufart, Paris, p. 60–62 (texte intégral).